# Hearts & Minds
Hearts & Minds ist ein US-amerikanischer Porno-Spielfilm des Regisseurs Red Ezra aus dem Jahr 2002. Er ist bei Digital Sin/New Sensations erschienen. Der Film erzählt von Soldaten im Zweiten Weltkrieg, die sich an die Heimat und ihre Frauen erinnern und sich so eine Auszeit gönnen. Für einen Pornofilm ungewöhnlich sind der Big Band-Soundtrack des Films sowie das 40er-Jahre-Flair.

## Auszeichnungen
- 2003: AVN Award: Best Art Direction – Video
- 2003: AVN Award: Best Packaging

## Fortsetzung
Im Jahr 2008 veröffentlichte der Regisseur Andre Madness „Hearts & Minds II – Modern Warfare“. Darsteller sind u. a.: Ashlynn Brooke, Cassandra Cruz, Samantha Ryan, Marie McCray, Celeste Star, Sadie West, Tommy Gunn, Jack Lawrence, Anthony Rosano, Seth Dickens.